# کاترین منسفیلد
کتلین مَنسفیلد مری (به انگلیسی: Kathleen Mansfield Murry) ‏ (۱۴ اکتبر ۱۸۸۸ – ۹ ژانویه ۱۹۲۳) نویسنده داستان کوتاه نوگرای اهل نیوزیلند بود. تخلص او کاترین منسفیلد (به انگلیسی: Katherine Mansfield) بود.

## زندگی و آثار
منسفیلد از سال ۱۹۰۳ تا ۱۹۰۶ به دور اروپا سفر کرد؛ اما اغلب در بلژیک و آلمان ساکن بود و همین امر بر آثار او نیز تأثیر گذاشت. از آنجا که مادرش رابطهٔ همجنسگرایانهٔ او با نویسنده‌ای به نام آیدا بیکر را دلیل طلاق زودهنگامش می‌دانست، او را برای درمان (به‌زعم خود) به چشمهٔ آب معدنی واقع در باواریای آلمان فرستاد. منسفیلد در طول این زمان که حدوداً شش هفته به طول انجامید، در مهمان‌خانه‌ای ساکن بود که همهٔ مهمان‌هایش آلمانی بودند. وی در سال ۱۹۱۱ کتاب در مهمان‌خانهٔ آلمان‌ها را با تأثیر از این تجربیاتش نوشت.